# B – L
În fizica particulelor, B − L (pronunțat „b minus l”) este un număr cuantic care reprezintă diferența dintre numărul barionic (B) și numărul leptonic (L) al unui sistem cuantic.

## Detalii
Acest număr cuantic corespunde sarcinii unei simetrii globale/gauge U(1) în unele modele ale teoriei marii unificări, numită U(1)B−L. Spre deosebire de numărul barionic singur sau de numărul leptonic singur, această simetrie ipotetică nu ar fi încălcată de anomalii chirale sau gravitaționale, atât timp cât această simetrie rămâne globală. Din acest motiv, această simetrie este adesea invocată.
Dacă B – L există ca simetrie, atunci pentru ca mecanismul balansoarului să funcționeze, B – L trebuie rupt spontan pentru a da neutrinilor o masă diferită de zero.
Anomaliile care ar încălca conservarea numărului barionic și conservarea numărului leptonic se anulează individual, rezultând conservarea lui B – L. Un exemplu ipotetic este dezintegrarea protonilor, unde un proton (B = 1, L = 0) s-ar descompune într-un pion (B = 0, L = 0) și un pozitron (B = 0, L = –1).
Hiperîncărcarea slabă YW este legată de B – L prin{\displaystyle X+2\,Y_{\text{W}}=5\,(B-L),}unde sarcina X (nu trebuie confundată cu bosonul X⁠(d)) este numărul cuantic conservat asociat cu simetria globală U(1) a teoriei marii unificări.